# Pastel de calabaza

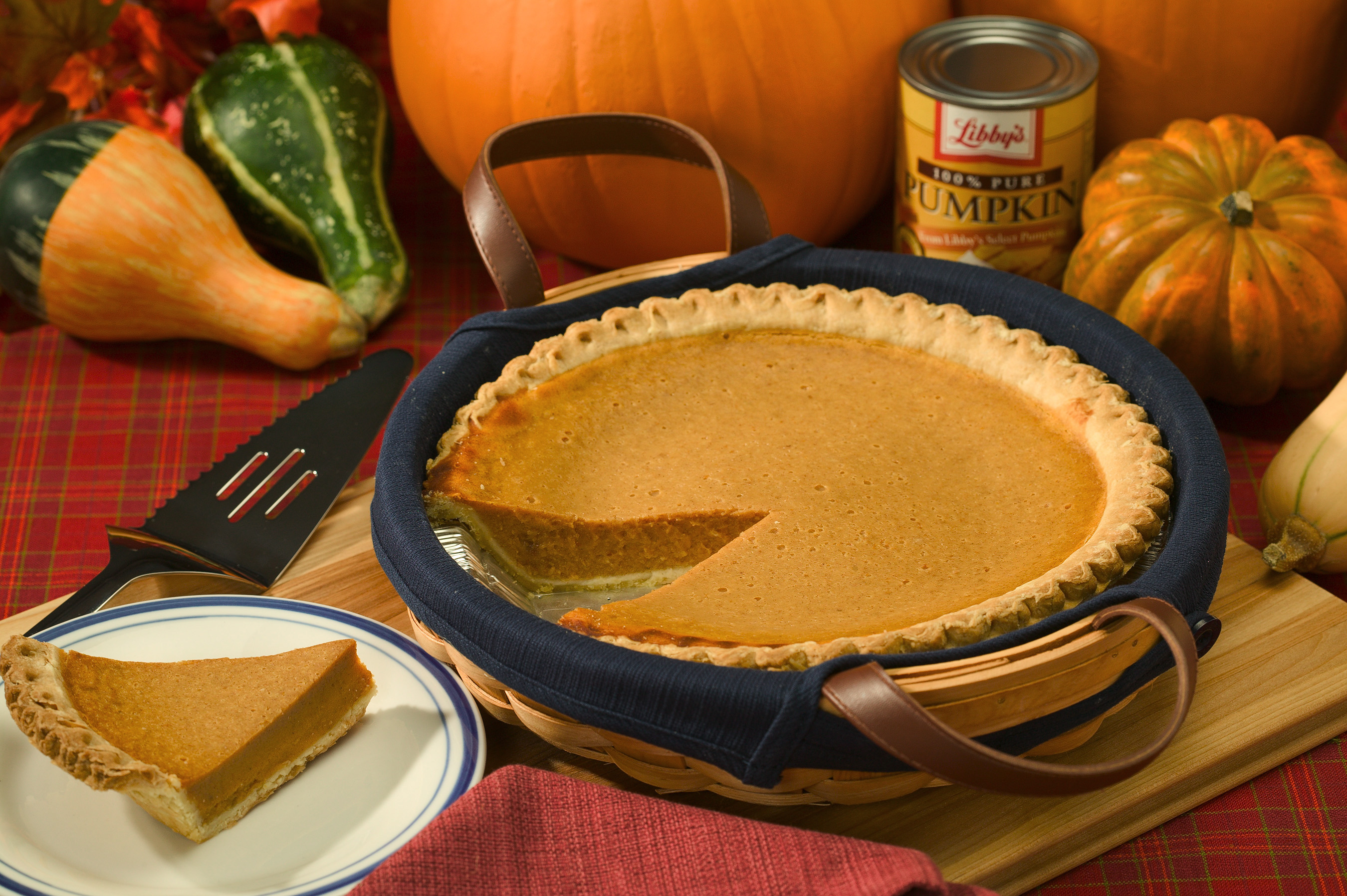
Pastel de calabaza, de tipo tarta.

El pastel, queque tarta o torta de calabaza (ayote, auyama) es un postre muy popular en varios países, su versión en tarta (pumpkin pie) es tradicional de la cocina estadounidense, donde se prepara generalmente a finales de otoño y principios de invierno, especialmente para Halloween, Día de Acción de Gracias y Navidad. En España se prepara para la castañada.

## Características
El pastel consiste de un bizcocho a base de calabaza, variando el color de naranja a marrón, horneado  raramente con una cubierta superior. El pastel es generalmente saborizado con nuez molida, canela y jengibre.
Cuando se elabora en variante de tarta (pie) consiste en un puré de calabaza horneado sobre una masa de galleta o bien en su cáscara. Esta variante es tradicionalmente servida con crema batida.

## Costumbre

### Estados Unidos
En los Estados Unidos, es muy tradicional la tarta de calabaza (pumpkin pie), y se hace a menudo de calabaza enlatada o de calabaza rellena enlatada, (con especias incluidas); esto es un producto estacional disponible en panaderías y en tiendas de conveniencia. La calabaza enlatada en EE. UU generalmente consiste de calabazas de mantequilla de maní, la cual es más dulce que la calabaza regular. El pastel de calabaza se percibe en Norteamérica como un convite estacional delicioso, y muchas compañías fabrican productos saborizados de pastel de calabaza así como helado, crepes y todo tipo de productos saborizados del estilo.

#### Historia
Juan Greenleaf Whittier escribió en su poema "La calabaza" (1850):

Ah! En el Día de Gracia, cuando de Este a Oeste,
Del Norte y del Sur viene el peregrino e invitado;
Cuando el canoso neozelandés mira alrededor de su borde
Los viejos lazos rotos de cariño restaurados;
Cuando el hombre preocupado-cansado busca a su madre una vez más, 
y las sonrisas gastadas de matrona donde antes sonrió la muchacha; 
¿Qué humedece el labio y qué aclara el ojo, 
qué llama al pasado, como el pastel rico de calabaza?

### Inglaterra
En Inglaterra es tradicional servir el pastel de calabaza con maíz dulce, calabaza o zapallo, uvas de concordia, nueces, frambuesas, arándanos rojos, arándanos azules, hongos, pavo, cangrejo, almejas, y langosta.